# シャルロッテ・フォン・プロイセン (1860-1919)
ヴィクトリア・エリーザベト・アウグスタ・シャルロッテ・フォン・プロイセン （ドイツ語: Viktoria Elisabeth Augusta Charlotte von Preußen, 1860年7月24日 - 1919年10月1日）は、ザクセン＝マイニンゲン公ベルンハルト3世の妃。

## 生涯
後のドイツ皇帝フリードリヒ3世とその妃ヴィクトリアの長女（第2子）として、ポツダムで生まれた。
家族からはディッタ(Ditta)またはチャーリー(Charlie)の愛称で呼ばれた。
幼少時代、シャルロッテは神経質かつ落ち着きのない性格で、しばしば爪を噛み、自分の服を引き裂いたりしていた。母方の祖母にあたるイギリス女王ヴィクトリアは、母ヴィクトリア宛の手紙に『シャルロッテに、私が噛み癖を聞いてぞっとしていると話しなさい。おばあさまは、不作法な女の子を好きではないと。』と書いていた。彼女はいったん注意されると手を背中に回して部屋の隅っこへ行くのだが、すぐにまた元の癖を始めるのだった。彼女は自分の勉学にも無関心で、母ヴィクトリアを嘆かせた。その代わり、彼女は祖父母であるヴィルヘルム1世と皇后アウグスタには非常に可愛がられ、すぐ上の兄ヴィルヘルムと仲良く育った。
1876年、シャルロッテは又従兄にあたるザクセン＝マイニンゲン公子ベルンハルトと婚約し、1878年2月にベルリンで挙式した。1879年5月に一人娘フェオドラを出産。シャルロッテは家庭生活を投げ出し、ベルリン社交界での暮らしを好んだ。フェオドラは、ベルリンで祖母ヴィクトリアの訪問なしでも、私領フリードリヒスホーフでも、複数の乳母や召使いたちの元で世話された。彼女はこれを、自由思想の持ち主である母ヴィクトリアと不一致な、兄ヴィルヘルムと宰相オットー・フォン・ビスマルクの保守思想のせいにした。
1914年、夫ベルンハルトが公位を継承。しかし、公妃の時代は短かった。第一次世界大戦敗戦後、夫は退位。この頃、シャルロッテは不治の病に冒されており、1919年に回復しないままバーデン＝バーデンで死去した。
近年、シャルロッテの遺体と長女フェオドラ（1945年に病を苦に自殺）の遺体が検査された。この結果、2人ともポルフィリン症を患っていたことが判明した。シャルロッテの母方の先祖である、イギリス王ジョージ3世からの遺伝と推察されている。